# Jan-Baptist Rombauts
Jan-Baptist Luciaan Rombauts (Itegem, 10 september 1867 - Herentals, 13 november 1949) was een Belgisch arts en politicus voor de Katholieke Partij en diens opvolgers Katholiek Verbond van België en CVP.

## Levensloop
Rombauts promoveerde tot doctor in de geneeskunde en vestigde zich in Herentals. Hij werd lid van de Algemene Vergadering van het Katholiek Verbond van België als afgevaardigde van de middenstand en was medestichter (en de tweede) voorzitter van de Herentalse afdeling van de Christen Landsbond van de Belgische Middenstand.
In 1895 werd hij verkozen tot gemeenteraadslid van Herentals en in 1912 volgde hij Eugeen Van Schoubroeck op als burgemeester. Deze functie oefende hij uit tot hij tijdens de Tweede Wereldoorlog - omwille van de door de Duitsers ingestelde (en door de  secretaris-generaal van het Ministerie van Binnenlandse Zaken en Volksgezondheid Gérard Romsée gesteunde) ouderdomsverordening (überalterungsverordnung) van 7 maart 1941 - moest teruggetreden. Hij werd opgevolgd door oorlogsburgemeester Theodoor Willemyns van het VNV. Na de bevrijding werd Camiel Laureys dienstdoend burgemeester, waarna Rombauts de burgemeesterssjerp opnieuw overnam, een mandaat dat hij nog uitoefende tot 1946. Hij werd in deze hoedanigheid opgevolgd door Leo De Peuter. Ook was hij van 1919 tot 1946 volksvertegenwoordiger voor het kiesarrondissement Turnhout.
Zijn graf bevindt zich op het Stedelijk Kerkhof te Herentals.